# 斯塔普霍斯特
斯塔普霍斯特（荷蘭語：Staphorst）是荷蘭的一個市镇，位於荷蘭東部。在行政區劃上，斯塔普霍斯特屬於上愛塞省。斯塔普霍斯特是荷蘭教堂出席率和出生率最高的地區之一。

## 外部連結
- 官方网站
- Tourist Office of Staphorst （页面存档备份，存于）